# Celanova (Ourense)
Celanova ist eine Gemeinde im Nordwesten Spaniens. Sie liegt in der Provinz Ourense, innerhalb der Autonomen Region Galicien nahe der Grenze zu Portugal. 

## Geschichte
Im Hochmittelalter war die Stadt Celanova die Hauptstadt einer Grafschaft, Eigentum des Grafen Gutierre, Vater von Rosendo de Celanova und Sohn und Vasall des Dogen Hermenegildo Gutiérrez.

## Bevölkerungsentwicklung der Gemeinde
Legende: Celanova___Celanova + Vilanova___Celanova + Vilanova + Acebedo del Río

Quelle: INE-Archiv – grafische Aufarbeitung für Wikipedia

## Gemeindegliederung
Die Gemeinde Celanova ist in 18 Parroquias gegliedert:
| Parroquias            | Patrozinium    | Einwohner 2024 | Fläche km² | Dichte Einw./km² | Höhe msnm | Ortskennzahl |
| --------------------- | -------------- | -------------- | ---------- | ---------------- | --------- | ------------ |
| Acevedo do Río        | San Xurxo      | 176            | 8,30       | 21               | 559       | 32024010000  |
| Alcázar de Milmanda   | Santa María    | 36             | 3,49       | 10               | 659       | 32024130000  |
| Amoroce               | Santiago       | 134            | 7,09       | 19               | 693       | 32024020000  |
| Ansemil               | Santa María    | 85             | 2,03       | 42               | 546       | 32024030000  |
| Barxa                 | San Tomé       | 182            | 4,71       | 39               | 358       | 32024040000  |
| Bobadela              | Santa María    | 54             | 1,42       | 38               | 390       | 32024050000  |
| Cañón                 | San Lourenzo   | 101            | 3,10       | 33               | 670       | 32024060000  |
| Castromao             | Santa María    | 163            | 3,49       | 47               | 679       | 32024080000  |
| Celanova              | San Rosendo    | 3.736          | 3,04       | 1.229            | 518       | 32024090000  |
| Fechas                | Santa María    | 83             | 2,04       | 41               | 0         | 32024100000  |
| Freixo                | Santa Cristina | 93             | 3,67       | 25               | 434       | 32024110000  |
| Milmanda              | Santa Eufemia  | 101            | 8,50       | 12               | 621       | 32024120000  |
| Mourillós             | San Pedro      | 157            | 2,67       | 59               | 425       | 32024140000  |
| Orga                  | San Miguel     | 59             | 2,60       | 23               | 479       | 32024150000  |
| Rabal                 | San Salvador   | 75             | 4,32       | 17               | 400       | 32024160000  |
| A Veiga               | San Paio       | 87             | 1,59       | 55               | 0         | 32024170000  |
| Vilanova dos Infantes | San Salvador   | 246            | 3,00       | 82               | 477       | 32024180000  |
| Viveiro               | San Xoán       | 141            | 2,25       | 63               | 441       | 32024190000  |

## Sehenswürdigkeiten
In Celanova befindet sich die Kapelle San Miguel de Celanova. Sie ist Teil des Klosterkomplexes von Celanova. Das Kloster von San Salvador de Celanova ist das wichtigste Gebäude in einem gut erhaltenen historischen Zentrum. Es wurde von Rudesindus, Sohn des Grafen von Vilanova, im Jahr 936 gegründet. 

## Wirtschaft
| Ackerbau, Viehzucht und Fischerei                                                  | 075   | 04,03  |
| Industrie                                                                          | 0208  | 011,16 |
| Bauwirtschaft                                                                      | 0177  | 09,50  |
| Dienstleistungsbetriebe                                                            | 1.403 | 075,31 |
| Total                                                                              | 1.863 | 100,00 |
| * Daten aus dem Statistischen Amt für Wirtschaftliche Entwicklung in Galicien, IGE |       |        |

## Persönlichkeiten
- Celso Emilio Ferreiro (1912–1979), Schriftsteller und Journalist